# Unsere Archive: Mitteilungen aus den rheinland-pfälzischen und saarländischen Archiven
Die Zeitschrift Unsere Archive: Mitteilungen aus den rheinland-pfälzischen und saarländischen Archiven ist die zentrale Fachzeitschrift für das Archivwesen in Rheinland-Pfalz und im Saarland. Sie wird seit der ersten Ausgabe 1974 gemeinsam von der Landesarchivverwaltung Rheinland-Pfalz und dem Landesarchiv Saarbrücken herausgegeben. Von 1974 bis 1999 erschien die Zeitschrift halbjährlich, seither nur noch einmal jährlich. Die Zeitschriftenausgaben werden kostenfrei abgegeben und können seit 2019 zudem online eingesehen werden.
Auf derzeit rund 50–80 Seiten Umfang je Ausgabe wird über aktuelle Entwicklungen aus den rheinland-pfälzischen und saarländischen Archiven berichtet, wobei sowohl landes- und ortsgeschichtliche sowie archivwissenschaftliche Themenbereiche behandelt werden. Hierzu zählt auch die Veröffentlichung der auf den gemeinsamen Archivtagen zur Diskussion gestellten Beiträge. Bibliografisch wertvoll war die Anzeige der im Berichtszeitraum neu erschienenen Literatur, welche bis 2015 Bestandteil der Zeitschrift war. Die Zeitschrift erhielt 2016 und erneut 2020 ein neues Design und das Profil wurde durch eine klarere Binnenstrukturierung geschärft.
In unregelmäßigen Abständen erscheinen Sonderbeilagen, die seit 2003 durch die Serie der Beihefte (ISSN 1613-2777) ergänzt werden. Diese widmen sich verschiedenen Schwerpunktthemen.